# Ziemovit II van Mazovië
Ziemovit II van Mazovië ook bekend als Ziemovit II van Rawa (1283 - Rawa Mazowiecka, 18 februari 1345) was van 1310 tot 1313 hertog van Warschau en Liw en vanaf 1313 hertog van de Mazovische districten Rawa, Sochaczew, Zakroczym, Gostynin, Ciechanów en Wizna. Hij behoorde tot het huis Piasten.

## Levensloop
Ziemovit II was de oudste zoon van hertog Bolesław II van Mazovië en Gaudemunda van Litouwen, dochter van grootvorst Traidenis. In 1310 kreeg hij nog voor het overlijden van zijn vader de districten Warschau en Liw toegewezen. 
Toen Bolesław II in 1313 overleed, werd het hertogdom Mazovië verdeeld tussen Ziemovit II en zijn broers Trojden en Wenceslaus. Hierbij behield Ziemovit II het centrale deel van Mazovië met als hoofdstad Rawa, terwijl Trojden het district Czersk en Wenceslaus het district Płock kregen toegewezen. Deze verdeling beviel echter niet alle broers en in 1316 kwam het zelfs tot een korte oorlog tussen de drie broers. De exacte omstandigheden van dit conflict zijn echter niet bekend.
Wat de buitenlandse politiek betrof, probeerde Ziemovit II zich vakkundig te manoeuvreren tussen zijn machtige buren: koning Wladislaus de Korte van Polen, de Duitse Orde, het grootvorstendom Litouwen en het koninkrijk Bohemen. Hierdoor veranderde hij ook meerdere malen van bondgenoot. 
Aanvankelijk steunde Ziemovit II samen met zijn broers Wladislaus de Korte, die als dank hiervoor in 1323 Ziemovits neef Bolesław George II (de zoon van Trojden) tot koning van Galicië-Wolynië benoemde. In 1325 werkte hij nogmaals samen met Wladislaus de Korte toen Ziemovit II en zijn broers deelnamen aan de coalitie die Wladislaus tegen het markgraafschap Brandenburg vormde. 
In 1325 sloot hun broer Wenceslaus een alliantie met de Duitse Orde. Hiervan wilde Wladislaus de Korte niets weten en hij viel Płock met een leger binnen, waarna het gebied geplunderd werd. De aanval van Wladislaus de Korte en de vernietiging van een deel van Mazovië bracht voor hem echter niet het verwachte succes op. Ziemovit II en Trojden I voelden zich namelijk zodanig bedreigd door Wladislaus de Korte dat ze op 2 januari 1326 in de stad Brodnica ook een alliantie sloten met de Duitse Orde. Hierbij beloofde de grootmeester van de Duitse Orde hen onder meer de onafhankelijkheid en de integriteit van de hertogdommen te garanderen. Het kwam zelfs tot een permanente alliantie tussen de hertogen van Mazovië en de vijanden van Wladislaus de Korte, de Duitse Orde en het koninkrijk Bohemen. Dit leidde ertoe dat Wladislaus de Korte in 1327 een tweede aanval op Płock deed en dat de Litouwers de gebieden van Ziemovit II binnendrongen.
In 1329 beslisten Ziemovit II en zijn broers eerder onverwacht om Wladislaus de Korte terug te steunen en in Koejavië namen ze deel aan de oorlog van Wladislaus tegen de Duitse Orde. Een jaar later, in 1330, besliste Ziemovit II echter om de neutraliteit te handhaven. Deze zet werd geopperd door zijn jongste broer Wenceslaus, omdat zijn gebied voor een derde keer binnengevallen was, ditmaal door koning Jan van Bohemen die Wenceslaus wou dwingen om een eed van trouw tegenover hem af te leggen. Ziemovit II en Trojden I, die ook invasies vreesden, bleven dan ook neutraal in verdere conflicten. In 1333 probeerde de Duitse Orde Ziemovit II het district Brześć Kujawski aan te bieden op voorwaarde dat hij opnieuw een bondgenootschap met hen afsloot, maar dat weigerde hij echter en Ziemovit koos definitief de zijde van Wladislaus de Korte.
Toen het in 1343 eindelijk tot vrede kwam tussen Polen en de Duitse Orde, betekende dit een enorme opluchting voor Ziemovit II, wiens gebied daarvoor een oncomfortabele situatie kende tussen beide grootmachten. Als potentiële opvolger van de kinderloze koning Casimir III van Polen ondertekende hij ook een document waarin hij afzag van zijn aanspraken op Chełmno en Oost-Pommeren.
In februari 1345 overleed Ziemovit II, waarna hij ofwel begraven werd in de kathedraal van Płock ofwel in het dominicanenklooster van Warka. Hij was zijn hele leven ongehuwd en kinderloos gebleven en zijn gebieden ging naar zijn nog levende neven Bolesław III, Ziemovit III en Casimir I.